# Villié-Morgon
Villié-Morgon es una comuna francesa situada en el departamento de Ródano, de la región de Auvernia-Ródano-Alpes.

## Demografía
| 1 565 | 1 586 | 1 551 | 1 516 | 1 522 | 1 614 | 1 724 | 1 886 | 2 108 |
| Para los censos de 1962 a 1999 la población legal corresponde a la población sin duplicidades (Fuente: INSEE [Consultar]) |       |       |       |       |       |       |       |       |